# Jan Talich
Jan Talich (* 11. března 1967 Praha) je český houslista, dirigent a pedagog. Od roku 2008 je šéfdirigentem Jihočeské filharmonie.
Vystudoval Pražskou konzervatoř a poté absolvoval HAMU ve třídě Václava Snítila. Stipendium na další studium získal nejprve v USA u Shmuela Ashkenasiho a poté na anglické Guildhall School of Music u Yfraha Neamana. V roce 1989 získal první cenu v Mezinárodní houslové soutěži Václava Humla v Záhřebu. Jako sólista vystoupil s orchestry i jako komorní hráč po celé Evropě i v USA. Jeho diskografie zahrnuje několik sólových CD koncertů českých i světových autorů, jako je Ludwig van Beethoven, či Wolfgang Amadeus Mozart. Pravidelně vyučuje jak doma, tak i v zahraničí: ve městech, jako je Telč, Dijon, Angers, Prades a na Conservatoire Superieur v Paříži. S Talichovým kvartetem již vystoupil na nejznámějších místech celého světa a dočkal se skvělé kritiky.[zdroj?] Kvarteto jezdí pravidelně na turné do Japonska, Jižní Ameriky, Mexika, či Jižní Koreje. V posledních letech se stále více věnuje dirigentské činnosti a je žádán jako hostující dirigent mnoha orchestry v České republice i v zahraničí. Od sezóny 2008/2009 je šéfdirigentem Jihočeské komorní filharmonie. Hraje na housle z dílny J. Gagliana 1780 a A. Stradivariho 1729.